# 大森メーター
株式会社大森メーター製作所（おおもりメーターせいさくじょ）は、かつて東京都に存在した計器・センサーメーカー。

## 概要
戦前から続く国産計器メーカーであった。昭和のチューニングカー全盛期において、タコメーターや水温・油温メーターなどの販売に力を入れた。また、OEMとして平成にはNISMO、TRUST、RE雨宮などのチューニングパーツメーカーへ採用されていた。

## 沿革
- 1940年（昭和15年）
  - 3月15日 - 東京都大田区大森4-45に、大森計器製作所として創立。
  - 4月 - 旧日本陸軍相模造兵廠に戦車用計器、温度計・油圧計・回転計等各種計器を納入開始。三菱重工業（下丸子工場）に戦車用計器を納入開始。
- 1945年（昭和20年）
  - 4月 - 東京大空襲による戦災により休業。
  - 5月 - 東京都品川区北品川2-208にて工場再開。同月、再度戦災により、東京都大田区桐里町175に移転。
  - 8月 - 終戦により軍部解散のため、相模造兵廠からの受注中止。
  - 9月 - 自動車用計器および小型エンジン用計器製作開始。
- 1947年（昭和22年）3月 - 在日米軍武器補給廠の特殊車両の計器製作開始。自動車用計器類の輸出業務開始。自動車用計器類の国内販売業務開始。
- 1958年（昭和33年）
  - 2月 - 事業拡張に付き、東京都大田区南馬込6-21-12に移転。
  - 3月 - レ－シングカ－用特殊計器の製造開始。
- 1970年（昭和45年）2月 - 工場新築
- 1975年（昭和50年）2月 - 電子機器開発部門設立。
- 1985年（昭和58年）5月 - 東京都大田区東糀谷3-3-3に移転。
- 1988年（昭和61年）5月 - 台北営業所設置
- 1989年（昭和62年）3月 - アメリカ営業所設置
- 1991年（平成3年）3月 - 関連会社　株式会社オ－モリを静岡県三島市に設立。
- 1992年（平成4年）7月 - マカオ工場オ－モリメ－タ－マカオをマカオに設立。
- 1993年（平成5年）8月 - 台湾に製造工場設置
- 1995年（平成7年）1月 - NC加工工場設立。
- 1996年（平成8年）3月 - 本社現住所大田区南蒲田3-2-2に移転。
- 2017年（平成29年）12月13日 - 解散